# Akune
Akune (阿久根市 Akune-shi?) es una ciudad situada en la prefectura de Kagoshima, en Japón. Al 29 de febrero de 2024, la ciudad tenía una población estimada de 18.297 habitantes en 9.698 hogares y una densidad de población de 140 personas por km². La superficie total de la ciudad es de 134,28 km² (51,85 millas cuadradas).

## Geografía
Akune se encuentra en el noroeste de Kagoshima. El oeste de la ciudad da al Mar de China Oriental (bahía de Amakusa) y está salpicado de islas como Oshima y Kuwajima. El centro urbano, en la desembocadura del río Takamatsu, es llano, pero el resto de la ciudad está formado por bosques y colinas. El noroeste de la ciudad da a la isla de Nagashima, la más meridional de las islas Amakusa, al otro lado del estrecho de Kuronoseto, y está conectada por el puente de Kuronoseto.

### Municipios colindantes
Prefectura de Kagoshima
- Izumi
- Nagashima
- Satsumasendai

## Clima
Akune tiene un clima subtropical húmedo (Cfa en la clasificación climática de Köppen). La temperatura media anual en Akune es de 16.8 °C. Las precipitaciones medias anuales son de 2074 mm, siendo junio el mes más lluvioso. Las temperaturas son más altas en promedio en agosto, alrededor de 26.7 °C, y más bajas en enero, alrededor de 7.0 °C.
| Parámetros climáticos promedio de Akune | Parámetros climáticos promedio de Akune | Parámetros climáticos promedio de Akune | Parámetros climáticos promedio de Akune | Parámetros climáticos promedio de Akune | Parámetros climáticos promedio de Akune | Parámetros climáticos promedio de Akune | Parámetros climáticos promedio de Akune | Parámetros climáticos promedio de Akune | Parámetros climáticos promedio de Akune | Parámetros climáticos promedio de Akune | Parámetros climáticos promedio de Akune | Parámetros climáticos promedio de Akune | Parámetros climáticos promedio de Akune |
| Mes                                     | Ene.                                    | Feb.                                    | Mar.                                    | Abr.                                    | May.                                    | Jun.                                    | Jul.                                    | Ago.                                    | Sep.                                    | Oct.                                    | Nov.                                    | Dic.                                    | Anual                                   |
| --------------------------------------- | --------------------------------------- | --------------------------------------- | --------------------------------------- | --------------------------------------- | --------------------------------------- | --------------------------------------- | --------------------------------------- | --------------------------------------- | --------------------------------------- | --------------------------------------- | --------------------------------------- | --------------------------------------- | --------------------------------------- |
| Temp. máx. abs. (°C)                    | 22.8                                    | 24.0                                    | 25.6                                    | 27.8                                    | 30.3                                    | 33.6                                    | 36.6                                    | 37.1                                    | 34.9                                    | 32.7                                    | 28.0                                    | 23.7                                    | '                                       |
| Temp. máx. media (°C)                   | 10.4                                    | 11.3                                    | 14.5                                    | 19.4                                    | 22.8                                    | 25.4                                    | 29.2                                    | 30.4                                    | 27.7                                    | 23.2                                    | 18.2                                    | 13.0                                    | 20.5                                    |
| Temp. media (°C)                        | 7.0                                     | 7.7                                     | 10.6                                    | 15.4                                    | 18.9                                    | 22.1                                    | 26.1                                    | 26.7                                    | 23.9                                    | 19.1                                    | 14.2                                    | 9.3                                     | 16.8                                    |
| Temp. mín. media (°C)                   | 3.7                                     | 4.3                                     | 6.8                                     | 11.6                                    | 15.4                                    | 19.2                                    | 23.4                                    | 23.7                                    | 20.8                                    | 15.5                                    | 10.6                                    | 6.0                                     | 13.4                                    |
| Temp. mín. abs. (°C)                    | -4.2                                    | -4.6                                    | -1.6                                    | 0.9                                     | 8.2                                     | 12.4                                    | 17.1                                    | 18.7                                    | 12.0                                    | 5.9                                     | 1.5                                     | -2.3                                    | '                                       |
| Precipitación total (mm)                | 92.0                                    | 93.6                                    | 134.4                                   | 177.4                                   | 204.1                                   | 366.5                                   | 338.3                                   | 201.5                                   | 198.3                                   | 101.7                                   | 90.5                                    | 76.4                                    | 2074.7                                  |
| Nevadas (cm)                            | 5                                       | 4                                       | 0                                       | 0                                       | 0                                       | 0                                       | 0                                       | 0                                       | 0                                       | 0                                       | 0                                       | 2                                       | 11                                      |
| Horas de sol                            | 108.7                                   | 110.8                                   | 155.7                                   | 162.1                                   | 176.6                                   | 143.2                                   | 204.9                                   | 228.5                                   | 183.3                                   | 189.9                                   | 148.6                                   | 121.5                                   | 1933.8                                  |
| Humedad relativa (%)                    | 69                                      | 70                                      | 70                                      | 75                                      | 78                                      | 84                                      | 85                                      | 82                                      | 80                                      | 73                                      | 70                                      | 69                                      | 75.4                                    |
| Fuente: NOAA (1961-1990)                |                                         |                                         |                                         |                                         |                                         |                                         |                                         |                                         |                                         |                                         |                                         |                                         |                                         |

## Demografía
Según los datos del censo japonés, la población de Akune ha disminuido constantemente en los últimos 60 años.
| Gráfica de evolución demográfica de Akune entre 1950 y 2024 |
|                                                             |
| Oficina de Estadística de Japón                             |

## Historia
Akune forma parte de la antigua provincia de Satsuma. El topónimo Akune existe desde tiempos antiguos. "Aku" significa pez o pesca, y "ne" significa arrecife. En el período Heian, fue una mansión shōen llamada Akune-in. En el período Muromachi, quedó bajo el control del clan Shimazu y formó parte del Dominio Satsuma durante el período Edo. La aldea de Akune se fundó el 1 de abril de 1889 con la creación del sistema municipal moderno. Se elevó a la categoría de pueblo el 1 de enero de 1925 y a la de ciudad el 1 de abril de 1952. El 10 de abril de 1955, Akune anexó la ciudad de Mikasa.

## Economía
La principal actividad económica de Akune es la agricultura y la pesca comercial.

## Transporte

### Ferrocarril
Hisatsu Orange Railway

### Carreteras
- Autovía Minamikyushu
- Ruta Nacional 3
- Ruta Nacional 389
- Ruta Nacional 499